# Урсу, Иоан
Иоан Урсу (5 апреля 1928 — 16 апреля 2007) — румынский физик.
В 1949—1968 гг. работал в Клужском университете (с 1960 г. — профессор), с 1968 г. — профессор и зав. кафедрой Бухарестского университета, в 1968—1976 гг. — вице-директор Института атомной физики.
Исследования по атомной и ядерной физике, радиационному материаловедению, физике твердого тела, магнетизму.
Член Румынской АН (1974). В 1969—1976 гг. — президент Государственного Комитета по ядерной энергии, с 1980 г. — первый заместитель председателя Национального совета по науке и технологии СРР. В 1976—1978 гг. — президент Европейского физического общества.